# Раздорожный, Валерий Викторович
Валерий Викторович Раздорожный (род. 2 апреля 1965) — украинский пауэрлифтер, четырёхкратный чемпион мира и чемпион Европы по пауэрлифтингу среди ветеранов в весовой категории 100 кг.

## Карьера
Спортивная карьера Валерия началась после 40 лет. Тренером Валерия является многократный чемпион мира по пауэрлифтингу Алексей Соловьев. Дебютировал спортсмен в 2012 году на открытом турнире AWPC/WPC по пауэрлифтингу, жиму лёжа и становой тяге в Москве, одержав победу в весовой категории до 100 кг, и возрастной — «Мастер 2». В том же году Валерий участвует в Чемпионате мира WPC Powerlifting Worlds в Лас Вегасе, и завоёвывает второе место в категории «Мастер 2».
В 2013 году занимает второе место на Чемпионате мира GPC в Эгере. Затем, принимает участие в Чемпионате мира по пауэрлифтингу WPC в Праге и занимает первое место, завоевав свой первый титул чемпиона мира. 15-го июня 2014 года становится чемпионом Европы в категории «Мастер 2» в ходе Чемпионата Европы в Баку. В том же году завоёвывает золото на World Powerlifting and Bench Press Championships в Сиднее продемонстрировав суммарный результат в 570 кг.
На протяжении 2015 года участвует в двух чемпионатах высочайшего уровня. Занимает первое место на Чемпионате мира в португальском городе Мая в категории «Мастер 3», и затем побеждает, и тем самым подтверждает своё мастерство на Чемпионате Мира безэкипировочной федерации WRPF в Москве.

## Результаты выступлений
| Возрастная категория | Год  | Соревнование                     | Место проведения | Место | Ст. Тяга | Приседания | Жим лежа | Сумма |
| -------------------- | ---- | -------------------------------- | ---------------- | ----- | -------- | ---------- | -------- | ----- |
| «Мастер 2»           | 2012 | Открытый турнир по пауэрлифтингу | Москва           | 1     | -        | -          | 155      | -     |
| «Мастер 2»           | 2012 | Чемпионат мира                   | Лас-Вегас        | 2     | 180      | 190        | 160      | 530   |
| «Мастер 2»           | 2013 | Чемпионат мира                   | Эгер             | 2     | 210      | 210        | 150      | 570   |
| «Мастер 2»           | 2013 | Чемпионат мира                   | Прага            | 1     | 205      | 185        | 145      | 535   |
| «Мастер 2»           | 2014 | Чемпионат Европы                 | Баку             | 1     | 210      | 180        | 160      | 550   |
| «Мастер 2»           | 2014 | Чемпионат мира                   | Сидней           | 1     | 210      | 210        | 150      | 570   |
| «Мастер 3»           | 2015 | Чемпионат мира                   | Мая              | 1     | 190      | 180        | 160      | 530   |
| «Мастер 3»           | 2015 | Чемпионат мира                   | Москва           | 1     | 180      | 180        | 140      | 500   |